# Ceràmica i mosaics de l'Hospital de la Santa Creu i Sant Pau
La decoració de ceràmica i mosaics de l'Hospital de la Santa Creu i Sant Pau de Barcelona és molt extensa i destaca sobre la resta de tècniques artesanes aplicades dins el recinte.
La decoració amb mosaics es troba principalment a l'edifici d'administració, un pavelló destinat als serveis no vinculats a l'atenció als malalts. A la part exterior de l'edifici, una sèrie de setze plafons sobre la història de la fundació de l'hospital, i a l'interior un múltiple temari ornamental que s'estén pels paviments, murs, sostres i columnes de la planta baixa i el primer pis, on es troben les sales nobles. A la resta de l'hospital, el mosaic s'utilitza en menor mesura.
Domènech i Montaner va utilitzar la ceràmica de manera intensiva a l'interior dels pavellons dedicats als malalts. A l'exterior s'hi troba, amb funcions decoratives, tant ceràmica pintada sobre portes i finestres, com elements corporis de ceràmica vidriada en pinacles, xemeneies i florons. Junt amb les peces policromades dels sostres en forma d'escates, aquestes peces mostren l'interès de l'arquitecte per la recerca de formes i motius plenament modernistes.
L'Hospital de la Santa Creu i Sant Pau és un conjunt modernista situat a Barcelona, projectat per l'arquitecte Lluís Domènech i Montaner i construït entre 1902 i 1930 en una primera fase pel mateix Domènech i Montaner i en una segona, a partir de 1920, pel seu fill Pere Domènech i Roura.

## Ceràmica
Domènech i Montaner donava una gran importància a la ceràmica, de la qual n'era un entusiasta i un estudiós. A finals del segle xix, la recuperació de la ceràmica es va considerar un transmissor dels valors antics, convertint-la en una part important de l'ideari nacionalista. Aquesta visió va fer créixer el seu estudi i l'interès per la recuperació i el col·leccionisme. Varen ser destacats col·leccionistes en Gallissà, Ramon Casas, Rusiñol o Marià Fortuny, qui compartiria els seus coneixements de la ceràmica de reflex amb el baró Charles Davillier, un gran difusor de la ceràmica catalana.
En aquest context, Domènech tenia davant seu la millor oportunitat per a desenvolupar un programa integral que va dissenyar detalladament.

### Artistes i fabricants
Entre els fabricants participants en la producció de ceràmica hi consta:
- La fàbrica de terrissa vidriada de Cristòfol Guillamont d'Alcora que va fer les peces semiesfèriques en blanc i blau que figuren al porxo i a la façana posterior de l'edifici d'administració.[3]
- La fàbrica Elies Peris i cia. d'Onda va fer les peces de l'hospital amb grans dibuixos realitzats amb la tècnica de la trepa que decoren els timpans sobre portes i finestres. També va produir sòcols de color verd i paviment de terrissa de color blau i blanc.[3]
- La fàbrica Pujol i Bausis de Esplugues de Llobregat va produir la ceràmica pintada a mà o amb trepa de les voltes de l'edifici d'administració i altres peces especials,[3] com les peces circulars en forma de floró d'argila blanca que rematen la part alta dels arrambadors del saló d'actes i del passadís del primer pis.[4]
- La fàbrica A.Romeu i Escofet de l'Hospitalet de Llobregat va proveir les teules i rajoles premsades.[5]
- La fàbrica de Josep Orriols i Pons va produir altres parts ornamentals i de complement.[6]

L'ampli conjunt de ceràmica del recinte hospitalari, es pot classificar en quatre grups, segons Bohigas:
- Peces que repeteixen un dibuix formant trames, com a les voltes o als arrambadors.
- Rajoles amb dibuixos únics per a tota la superfície. Hi ha dibuixos de temàtica heràldica, zoomòrfica o fitomòrfica.
- Ceràmica vidriada en relleu, nervadures o elements corporis, utilitzada en revestiments.
- Trencadís de ceràmica vidriada.

### Ceràmica a l'edifici d'administració
En aquest pavelló és on es troba la major varietat de la ceràmica, especialment a les voltes del primer pis i als passadissos de distribució de la planta baixa. Hi ha dos tipus de voltes: amb nervadures ceràmiques en formes estrellades, que Domènech ja havia utilitzat a l'Institut Pere Mata i al Palau de la Música Catalana, i voltes amb ceràmica pintada amb dibuixos de gran magnitud.
- Sala d'arxiu. Ceràmica seriada, grans dibuixos i peces amb volum. Similar a l'Institut Pere Mata
- Passadís de la planta baixa. (Pujol i Bausis)
- Passadís del primer pis
- Despatxos del primer pis. El disseny és similar al foier del Palau de la Música

Destaquen altres elements com els timpans de les portes interiors o els arrambadors en colors plans però rematats per unes peces circulars amb diversos dissenys que varen ser confeccionades per la fàbrica Pujol i Bausis. A l'exterior, a la façana principal i a la posterior, destaquen unes peces semiesfèriques en color blau i blanc amb la simbologia habitual: "P", "G" i escut de l'hospital amb un disseny utilitzat per l'arquitecte a la fonda Espanya i que varen ser confeccionades per Cristòfol Guillamont d'Alcora.
- Arrambador al primer pis
- Pas de porta al primer pis
- Pas de porta al primer pis
- Ceràmica semiesfèrica en façana posterior

### Ceràmica interior dels pavellons

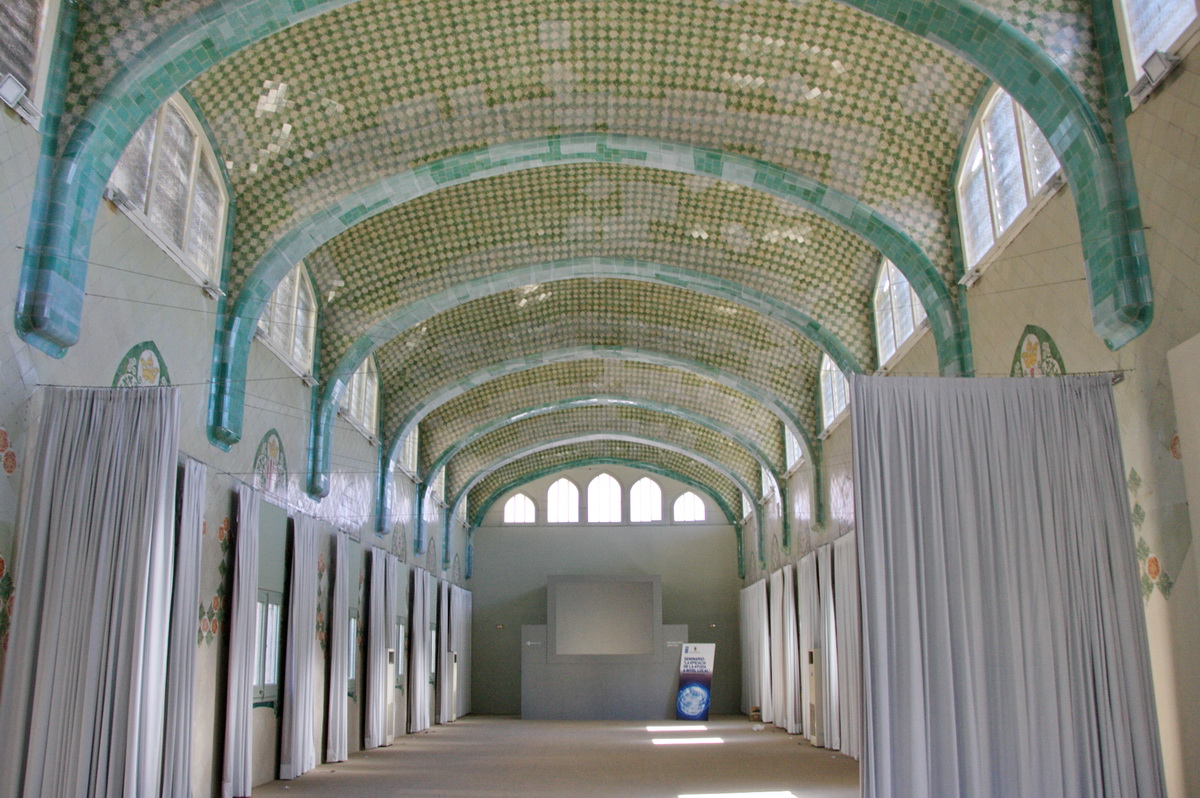
Vista del pavelló de Sant Rafael restaurat el 2010 al seu estat original

L'espai interior dels pavellons d'infermeria de la primera fase comptava amb una cobertura de ceràmica en la seva totalitat per raons higièniques. En principi, la decoració era sòbria en les sales de malalts, amb rajola de colors plans -blanc, groc- col·locada a 45º a totes les parets. Per trencar la monotonia hi havia rajoles amb motius florals: rosa, margarida, llorer, acant o castanyer, de colors suaus, intercalades de forma regular. Els arcs i els remats de les voltes a l'extrem de l'estança en forma de petxina eren de color enmig del blanc i en formes vegetals i les voltes formaven dibuixos regulars en espiga. Els colors més utilitzats eren el verd, blau, rosa i lila. La decoració més vistosa d'aquestes sales són els timpans de ceràmica dibuixada sobre les finestres. Els canvis per atendre les funcionalitats hospitalàries al llarg del segle xx han destruït la ceràmica de moltes sales de malalts.
Als extrems dels pavellons que donen al carrer central hi ha una estança en forma cilíndrica que tenia la funció de sala de dia i de contacte amb les visites per als malalts que es podien aixecar del llit; és molt lluminosa i compta amb una volta semiesfèrica amb decoració ceràmica pintada amb trepa habitualment amb dibuixos fitomòrfics. Al centre de la volta hi ha una peça de ceràmica vidriada a manera de clau de volta i amb funcions de ventilació, fabricada per la fàbrica Peris. Es conserva la decoració de moltes de les sales de dia.
- Volta de la sala de dia del pavelló de la Puríssima
- Porta entrada i petxines en ceràmica, pavelló de Sant Rafael
- Decoració parets amb sobrefinestres decorades amb la "R" exigida pel mecenes

### Ceràmica exterior dels pavellons
Si bé la decoració dels pavellons construïts per Domènech i Roura a partir de 1925 és més austera per raons pressupostàries i perquè l'estil modernista ja estava en decadència, la ceràmica a l'exterior dels pavellons d'infermeria modernistes de la primera fase és abundant.
Es pot agrupar en:
- ceràmica pintada amb representacions heràldiques policromes dels emblemes de l'hospital. Es troba generalment com a timpà de les finestres. L'escut que representa els atributs de sant Pau, l'espasa coronada i el llibre, que es combina amb les quatre barres, les lletres "P" i "G" i la creu patent, també figura al capcer d'alguns pavellons, si bé algun cop són en pedra. Va ser produïda per la fàbrica Elies Peris i cia. d'Onda.[10]
- ceràmica amb dibuixos zoomòrfics pintada en color blau. Es troba a les finestres apuntades de les sales de dia i algun altre indret. Els animals presents són: conill, mona, gat, esquirol, camaleó, cocodril, granota, ratolí, cargol i ocell. Els continguts fitomòrfics apareixen com a sobrefinestres i com a complement d'alguns finestrals.[10]
- decoració floral policroma al voltant de les torres d'aigua de cada pavelló amb les lletres "P" o "G" al mig, i una "R" en el cas del pavelló de sant Rafael.
- a les teulades es combinen les teules de colors verd, groc i negre i escates de ceràmica vidriada de colors verd, crema, blau, groc, vermell i blanc. La decoració de les teulades la rematen múltiples complements com pinacles, corones, respiradors i xemeneies majoritàriament en color caramel.[5]

- Pavelló de l'Assumpció
- Emblema de l'hospital al capcer d'un pavelló
- Edifici d'administració. Façana principal
- Pavelló Verge de Montserrat

- Decoració floral al lateral d'una finestra
- Timpans florals al pavelló d'operacions
- Ceràmica amb animals
- Trencadís amb flors al sotabalcó del pavelló Montserrat

- Pinacles ceràmics
- Façana completa d'un pavelló (sant Rafael). Torre, sostre amb capcer de pedra coronat amb un disseny igual que les xemeneies de ceràmica, templet del sant amb trencadís, sala de dia amb dibuixos geomètrics.
- Pavellons del Carme, Mercè i Montserrat amb diferents acabats de ceràmica i finestres
- Torre d'aigües existent a tots els pavellons d'infermeria modernistes

## Mosaic
Els mosaics són obra de Mario Maragliano qui havia col·laborat amb Domènech a la casa Lleó Morera i a Comillas. Maragliano va treballar entre el 1907 i el 1911.
En tractar-se d'un material amb un cost de confecció alt, el seu ús es va centrar en les parts més luxoses de l'hospital i no va ser utilitzat a cap dels pavellons d'infermeria, llevat dels tres casos que s'esmenten més avall, on un panell de mosaic substituïa l'escultura del patró del pavelló.

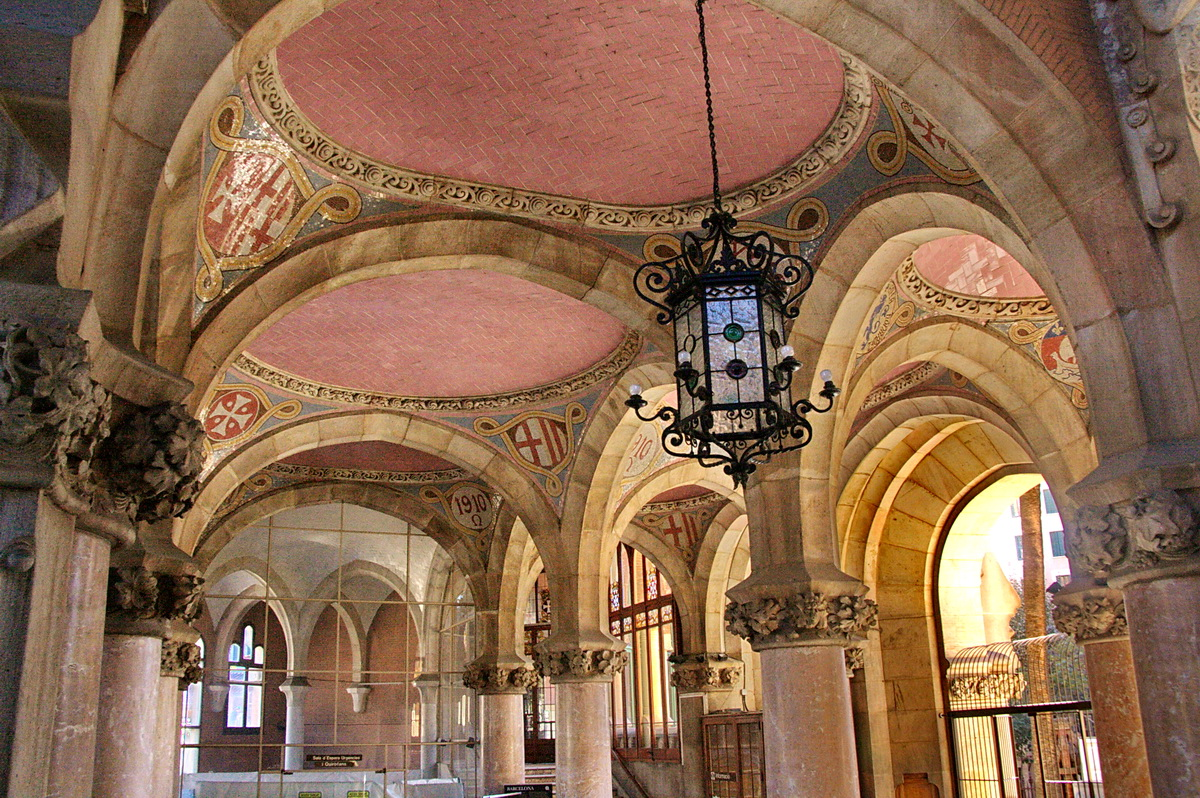
Voltes al vestíbul principal

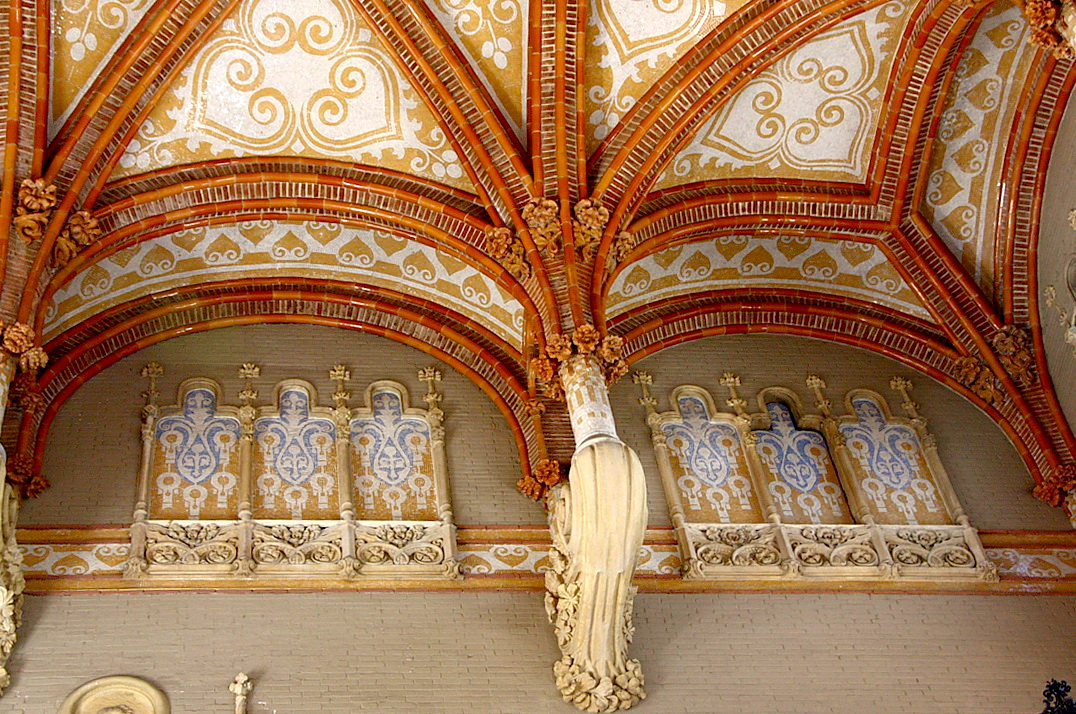
Volta en mosaic i nervadures ceràmiques i finestra simulada també en mosaic a la caixa d'escala

### Vestíbul de l'edifici d'administració
A l'interior de l'edifici d'administració hi ha un nombre considerable de representacions simbolistes al voltant del mecenes Pau Gil. El vestíbul, on es recull bona part de la simbologia relativa a la història de l'hospital, és una gran sala formada per nou voltes, algunes esfèriques i d'altres el·líptiques, recobertes amb rajoles ceràmiques col·locades en espiga, i sustentades sobre columnes en marbre amb base i capitell en pedra de planta octogonal i decoració floral. Les petxines de les voltes contenen un conjunt d'emblemes, alguns amb un missatge iconogràfic i d'altres d'heràldics que es poden observar a altres punts del conjunt modernista. Les 36 petxines del vestíbul combinen onze símbols diferents:
A l'entrada principal, al terra de la porta d'accés hi ha un gran panell a guisa de catifa amb la paraula de benvinguda "SALVE".
La caixa d'escala està coberta per una volta de creueria octogonal nervada amb arcs fets en maó vidriat de color caramel. L'espai de fons entre arcs està revestit en mosaic groc sobre fons blanc amb motius florals, dissenyat i confeccionat per Maragliano. La volta té unes finestres laterals, llevat d'una de les seves parets on, per guardar una simetria visual, se simula la finestra i el vitrall amb un conjunt en mosaic.

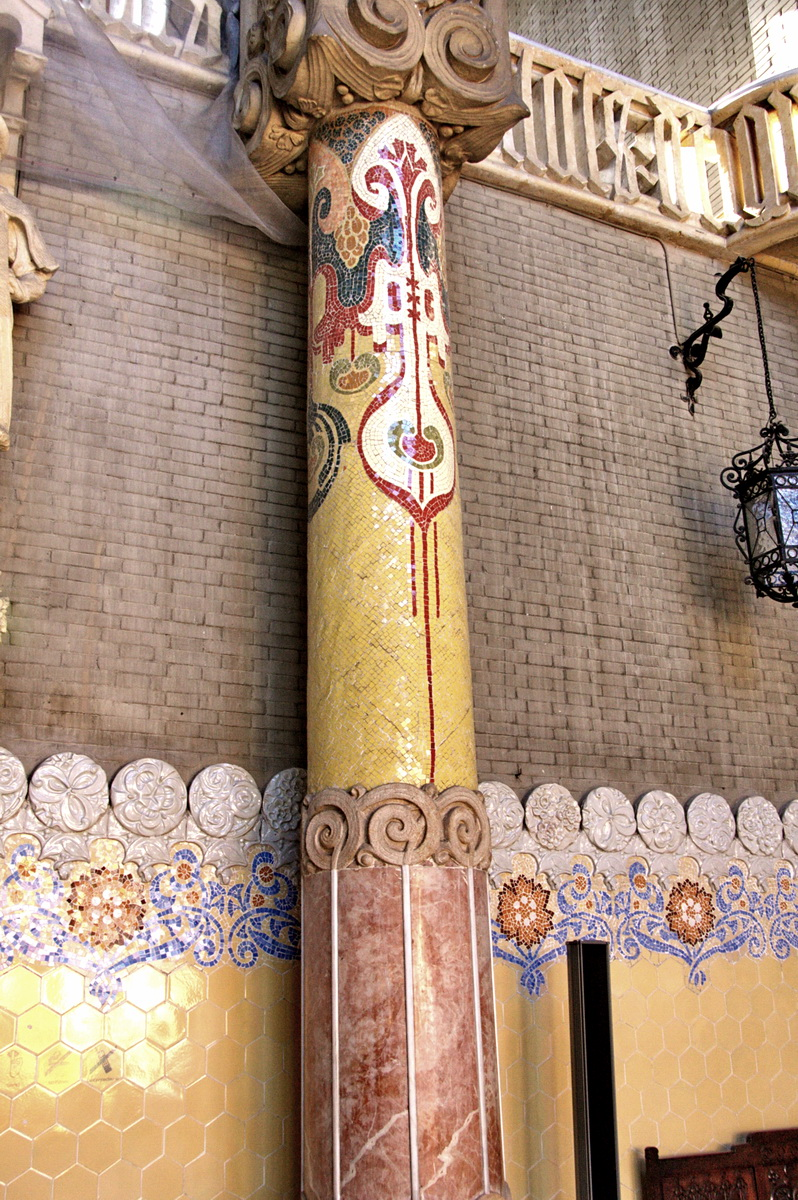
Ceràmica i mosaic al saló d'actes

- L'escut de Barcelona
- Les quatre barres catalanes
- L'escut de París, residència de Pau Gil
- "La dicha en la honradez", lema de la Banca Gil
- Alfa (inici).. de la construcció 1905
- Omega (fi) 1910

- Escut de l'Hospital de la Santa Creu
- Escut dels Hospitals reunits
- La Creu de Sant Jordi
- La creu patent
- El cognom del mecenes, "Gil"
- "Catifa" de benvinguda en mosaic

### Pis noble de l'edifici d'administració
Al primer pis del cos central de l'edifici d'administració, accedint-hi des de l'escala d'honor, s'arriba a un distribuïdor seguit d'una gran sala de 14 per 6 metres, que ocupa el cos central de l'edifici amb accés al balcó de la façana principal i que fa d'avantsala del saló d'actes.
El distribuïdor està acabat per una volta i l'avantsala per tres, totes amb la mateixa decoració en mosaic. Les voltes són esfèriques i descansen sobre pilars integrats a les parets. Els dibuixos del mosaic contenen decoracions florals sobre uns fons de color taronja i forma de gran llàgrima invertida que neix de cadascun dels pilars, dirigint-se al centre de la volta, on coincideix amb unes formes geomètriques de color blau i groc. Tot el conjunt compta amb unes tonalitats càlides i suaus que s'integren amb el vermell dels maons dels arcs lleugerament apuntats que separen les voltes entre si.
Dins del saló d'actes la decoració és molt rica i sovint barreja el mosaic amb la ceràmica com en el cas dels arrambadors, o amb el trencadís com als múltiples revoltons del sostre.
Dins del saló d'actes les columnes contenen tessel·les de vius colors i formes florals, igual que el teló de fons de la presidència que simula una cortina amb els seus plecs i uns dibuixos de fort contrast cromàtic que semblen plomes de paó.
- Voltes del primer pis
- Fons del saló d'actes
- Revoltons del sostre del saló d'actes
- Volta mixta ceràmica i mosaic als despatxos del primer pis

### Panells de personatges
A certs pavellons hi ha panells amb personatges que estan confeccionats en mosaic.
Els dos pavellons de reconeixement, més petits i de planta baixa, no compten amb escultures del patró al frontal de l'edifici com a la resta dels pavellons modernistes. Al seu lloc, hi ha una imatge dels seus patrons: Sant Jordi i Santa Apol·lònia enquadrats en un marc de pedra rectangular lobulat a la seva part superior. Un cas similar és el pavelló de Santa Victòria, de factura molt posterior (1926). Als pavellons de la segona etapa hi havia molt poca escultura i, en aquest cas, es va solucionar amb un mosaic d'estil molt convencional.
Al pavelló d'operacions les figures de Sant Cosme i sant Damià estan a la façana principal; hi ha tres plafons que decoren les finestres laterals i la posterior i són advocacions de la Mare de Déu dels Desemparats, de la Mercè i  de l'Assumpció.
A sobre de dos finestrals de la façana posterior de l'edifici d'administració, hi ha dos plafons trevolats amb representacions de Sant Martí i Sant Jordi, patrons de Catalunya medieval i actual, amb simbologia heràldica als seus costats.
- Pavelló de Santa Apol·lònia
- Timpà de Santa Victòria (1926)
- Sant Damià al pavelló d'operacions
- Sant Jordi: timpà sobre finestres

### Panells de la història de l'hospital
Envoltant l'edifici d'administració, a l'altura del primer pis hi ha setze panells, quatre de visibles directament des del carrer i la resta des de dins del recinte, que narren la història de l'hospital des dels seus orígens medievals (panells 1 a 11), els acords per a crear l'hospital de Sant Pau (panells 12 a 14) i l'acabament i inauguració del centre assistencial modernista (panells 15 i 16).
Estan fets en mosaic i, els catorze primers, són obra de Mario Maragliano amb dibuixos de Francesc Labarta qui va seguir el guió iconogràfic de Domènech i Montaner. Varen ser realitzats entre 1908 i el 15 d'abril de 1911. Els dos darrers recullen la inauguració del propi hospital, daten de 1923 i varen ser realitzats per Lluís Brú.
El catorze primers segueixen un ordre cronològic i els dos últims es varen instal·lar en un racó habilitat de la façana un cop acabades les obres i estan situats entre els que ocupen el lloc setè i vuitè.
| N. | Text | Imatge | Imatge | Text | N. |
| -- | --- | ------ | ------ | --- | -- |
| 1  | A mitjans del segle ix, Guitart baró de bona memoria que se suposa fou Vescomte de Barcelona, funda baix les muralles de la ciutat l'hospital, anomenat després de la Santa Creu y de Santa Eulalia. | 1      | 2      | A V de Juliol de l'any del Senyor MXIV el Comte de Barcelona Ramon Berenguer I y sa esposa Isabel disposan la restauracio del primer hospital ab la invocacio de la Santa Creu y de Santa EUlalia construit baix las muralls de la ciutat                          | 2  |
| 3  | A mitjans de Juliol de l'any del Senyor MCXXXI, el Comte de Barcelona Ramon Berenguer III el Gran, es fa dur al I hospital de la Santa Creu pera morir en mitx dels pobres. | 3      | 4      | En l'any del Senyor MCCXXIX, el canonge Colom, de la Iglesia de Barcelona, funda l'hospital predecessor del II de la Santa Creu, deixant renda per al seu manteniment y la Santedat del Papa Honori III el posa baix la protecció de la Seu Apostolica             | 4  |
| 5  | A XV de Mars de MCCCCI, el Concell de Cent de la ciutat de Barcelona, el Bisbe Armengol y els canonges convenen la fusio dels hospitals d'En Vilar, d'En Marcus y d'En Colom, als quals s'ajunten després els de Santa Margarida y de Santa Eulalia, per a constituir el II hospital de la Santa Creu ab l'aprovació del Papa Benet XIII | 5      | 6      | A XVII d'Abril de l'any del Senyor MCCCCI, el Senyor Rey d'Arago y comte de Barcelona, En Martí, va posar la primera pedra del II hospital de la Santa Creu | 6  |
| 7  | A XVII d'Abril de l'any del Senyor MCCCCI, la Senyora Reina Dona Maria de Luna, esposa del Rei En Martí, va posar una de les primeres pedres del II hospital de la Santa Creu | 7      | 8      | A XVII d'Abril de l'any del Senyor MCCCCI, l'infant d'Aragó, En Jaume, Comte de Prades, a nom del senyor Rei de Sicilia, En Martí, fill del Senyor Rei d'Arago, del mateix nom, va posar una de les primeres pedres del II hospital de la Santa Creu               | 8  |
| 9  | A XVII d'Abril de l'any del Sr MCCCCI el Sr Bisbe D.Johan Armengol y els concellers de la ciutat, los honorables en R.Cavall, en Ferrer de Marimon, en A Bucot, en M Roure et L. de Gualbes posaren en una de les primeres pedres del II hospital de la Santa Creu                                                                       | 9      | 10     | A IV de Maig de l'any del Senyor MDCXXXVIII s'incendia el II Hospital de la Santa Creu. Els ciutadans de Barcelona hi acuden a socorre'l y avans de l'any ab llur caritat conseguiren la sua complerta reedificacio                                                | 10 |
| 11 | Els consellers, els regidors y els ciutadans de Barcelona dels segles XVIII y XIX, acuden al sosteniment del secular hospital de la Santa Creu ab cuantiosos llegats y donatius, el surten d'abundants aigues e institueixen el sorteigs d'una rifa y altres recursos populars pera el seu perpetuo manteniment                          | 11     | 12     | A XVII de Setembre de MDCCCXCII, el barceloni Don Pau Gil y Serra, resident a París, disposa en son testament la construcció del present hospital de Sant Pau | 12 |
| 13 | A XIX de Juny de MCMI, per mediacio del Dr. Robert y del D. Leopold Gil y Llopart, els marmesors del llegat Gil, D. Manel Mª Sivatte i D. Joan Ferrer Vidal, acorden ab la Junta de l'Hospital de la Santa Creu fer en comu el present hospital                                                                                          | 13     | 14     | A XV de Janer de MCMII els Administradors del Hospital de la Sta. Creu, els marmesors i la Junta de Obras del llegat del D. Pau Gil acompanyats de les delegacions de les autoritats y corporacions locals posan la primera pedra del present Hospital de Sant Pau | 14 |
| 15 | En la vigília de Nadal del Senyor de l'any MCMIX se rematà ab la Santa Creu al cim de la construcció del present Hospital de St. Pau | 15     | 16     | A XI de Mars de l'any MCMXXIII, lo Bisbe de Barcelona, Ilm Ramon Guillamet posa la primera pedra de la Isglesia d'aquest Hospital essent administradors els il·lustres Senyors Jaume Cararach, canonge, Carles de Fortuny, Sebastia Puig, canonge i J.Josep Rocha. | 16 |

## Restauració
- Procés de restauració d'un mosaic
- Pinacle restaurat

Dins del projecte de rehabilitació del conjunt modernista iniciat l'any 2009, la restauració dels elements artístics ha comportat una cura important per a respectar al màxim l'obra original. La ceràmica exterior és la que ha patit una major agressió de la climatologia i certs elements interiors han estat sacrificats al llarg del temps per adequar-los a necessitats funcionals de l'hospital (instal·lacions, reformes d'espais, etc.) En el cas del mosaic, les peces ubicades en zones interiors no han tingut pràcticament intervenció, en estar molt ben conservades, però els panells exteriors i altres elements singulars, com alguns pinacles, han estat objecte d'una consolidació i reposició de tessel·les.